# تيم ديكسون
تيم ديكسون (بالإنجليزية: Tim Dixon)‏ هو مقدم تلفزيوني ومنتج تلفزيوني بريطاني، ولد في 19 فبراير 1984.

## وصلات خارجية
- تيم ديكسون على موقع IMDb (الإنجليزية)